# Birger Oppman

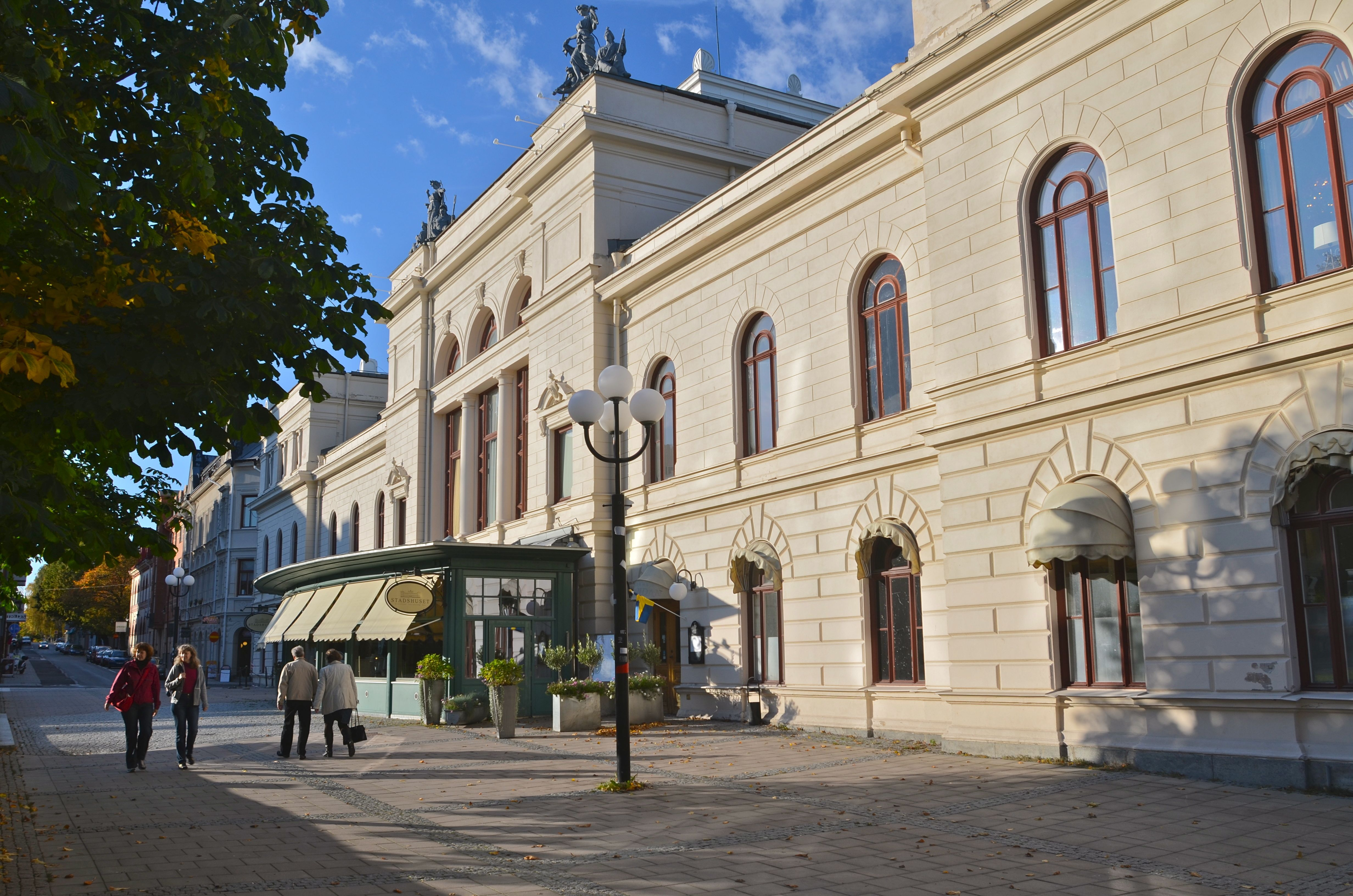
Stadshuset i Sundsvall

Folke Birger Oppman, född 31 mars 1818 i Uddevalla, död 1876, var en svensk arkitekt och byggmästare.
Oppman utbildades av sin far den skånske byggmästaren Jöran Folke Oppman innan han fortsatte sin utbildning vid Konstakademien i Stockholm. År 1854 ledde han restaureringen av Mariestads kyrka. Han blev stadsbyggmästare (stadsarkitekt) i Sundsvall 1860  och verkade som sådan till 1864 då han flyttade till Stockholm.

## Verk i urval
- Stora Hotellet i Jönköping, 1856–1860 (med Helgo Zettervall som assistent]
- Sundsvalls stadshus, 1865–1868
- Norra kyrkogårdens kapell, Lidköping, 1861 [5]